# Typhlocyba quadriappendicula
Typhlocyba quadriappendicula är en insektsart som beskrevs av Chiang, Hsu och Knight 1989. Typhlocyba quadriappendicula ingår i släktet Typhlocyba och familjen dvärgstritar.
Artens utbredningsområde är Taiwan. Inga underarter finns listade i Catalogue of Life.